# Megalohelcon mouldsi
Megalohelcon mouldsi är en stekelart som beskrevs av Austin, Wharton och Paul C. Dangerfield 1993. Megalohelcon mouldsi ingår i släktet Megalohelcon och familjen bracksteklar. Inga underarter finns listade i Catalogue of Life.